# Хазин, Евгений Яковлевич
Евгений Яковлевич Хазин (1893, Умань, Киевская губерния — 1974, Москва) — русский советский писатель, автор художественных, исторических и научно-популярных книг для детей и юношества.

## Биография
Родился в Умани, в семье присяжного поверенного Якова Аркадьевича Хазина (? — 8 февраля 1930, Киев), сына ямпольского купца Хаима-Арона Хазина, выпускника Санкт-Петербургского университета по юридическому и математическому факультетам, и Ревекки Яковлевны (в быту Веры Яковлевны) Хазиной (урождённая Рахлина; 1863 — 17 сентября 1943, Ташкент). Поскольку кандидат юридических и математических наук Я. А. Хазин принял православие, а его невеста была записана по иудейскому вероисповеданию, их гражданский брак был заключён во Франции. Не ранее середины 1897 года родители поселились в Саратове, где отец получил место присяжного поверенного округа Саратовской судебной палаты, и в 1902 году переехали в Киев, где 20 августа того же года отец был записан присяжным поверенным округа Киевской судебной палаты. Мать окончила Высшие женские медицинские курсы при Медико-хирургической академии в 1886 году со специализацией в гинекологии и работала врачом. 
В Киеве семья жила на Михайловской улице, дом Цейтлина № 11 (1902—1904), на Пушкинской улице № 4 (1905—1907), на Большой Васильковской улице, дом № 10, затем на Рейтарской улице, дом Кистеновых № 25 (1908—1911), и с 1911 года — на Институтской улице, дом № 2 (угол Крещатика), после выселения в 1919 году — в квартире на улице Меринговской 3/1 в бывшем доме Герчикова.
Во время Гражданской войны служил в Белой армии и после демобилизации поселился в Москве. В годы войны находился с женой в эвакуации в Ташкенте, в 1943 году вновь возвратился в Москву.
Автор исторических повестей и романов, научно-популярных и познавательных книг для детей и юношества. В последние годы жизни написал статьи, а также две книги литературоведческого характера «Этюды о русской драматургии» и «Всё позволено: Размышления о творчестве Достоевского», опубликованные за рубежом. По его сценарию на Киевской киностудии в 1931 году был поставлен фильм «Огни Бессемера».

## Семья
- Первая жена (до 1924 года) — театральная художница Софья Касьяновна Хазина[9].
- Вторая жена — театральная художница Елена Михайловна Фрадкина.
- Сёстры — Надежда Яковлевна Мандельштам, литератор, мемуаристка; Анна Яковлевна Хазина (1888—1938).
- Брат — Александр Яковлевич Хазин (31 декабря 1891, Умань — 1920), выпускник Первой киевской гимназии и юридического факультета Петербургского университета, служил в Белой армии и погиб на фронте.

## Книги
- Могила инсургента (роман). М.: Красная газета, 1929.
- Барабанщик революции: историческая повесть из времён Великой французской революции. М.: ОГИЗ Молодая гвардия, 1929 и 1931.
- Заговорщик: повесть о жизни Огюста Бланки. М.: Молодая гвардия, 1930.
- Фонтан у Чусовой. М.: Молодая гвардия, 1930.
- Урал сегодня (для детей старшего возраста). М.—Л.: Молодая гвардия, 1930.
- Нефть (для детей среднего возраста). М.: ОГИЗ Молодая гвардия, 1931.
- Руда (для детей среднего возраста). М.: ОГИЗ Молодая гвардия, 1931.
- Огни Бессемера (кинолибретто). М.: Союзкино, 1932.
- Отдых миллионов: Московский парк культуры и отдыха им. Горького. М.: Издательство Мособлисполкома, 1932.
- Иван Рябов, лодейный кормщик: историческая повесть. М.: Воензидат, 1941.
- Мастер доброй пропорции (роман о русском кораблестроителе Федосее Скляеве). М.: Воензидат, 1946; М.: Советский писатель, 1948.
- Всё позволено. Размышления о творчестве Достоевского. Париж: YMCA Press, 1972.